# Grzegorz Pojmański

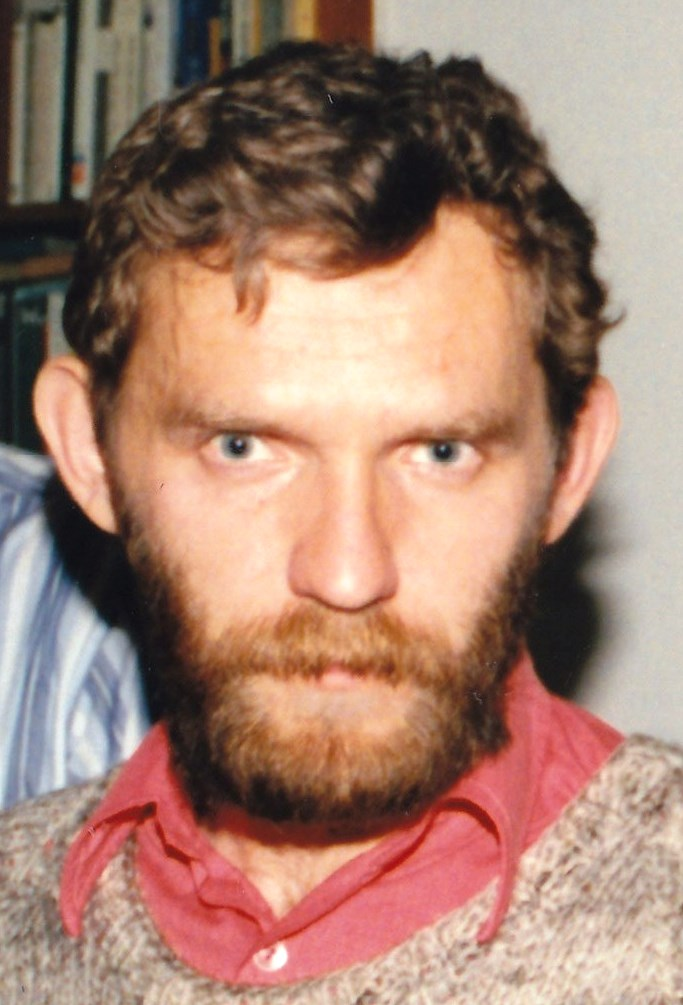
Grzegorz Pojmański (1990)

Grzegorz Pojmański (* 16. April 1959 in Warschau) ist ein polnischer Astronom.
Er arbeitet am astronomischen Observatorium der Universität Warschau. 1997 entwickelte er zusammen mit Professor Bohdan Paczyński das Projekt All Sky Automated Survey (ASAS). 
Mit diesem Beobachtungssystem konnte er bereits zwei Kometen entdecken, nämlich C2004 R2 (ASAS) und C/2006 A1 (Pojmański). Letzterer ist Anfang März 2006 auch in Nordeuropa mit Ferngläsern zu sehen gewesen. Das automatische Teleskop ASAS befindet sich im Las Campanas-Observatorium in Chile. Die Verbindung dazu hält Pojmański per Internet.